# Khiva
Khiva (uzbeco: Xiva, Хива; in russo Хива?, Chiva; persiano: خیوه 'Khiveh'; nome alternativi o storici comprendono Khorasam, Khoresm, Khwarezm, Khwarizm, Khwarazm, Chiwa e Chorezm) è l'antica capitale della Corasmia e del khanato di Khiva e ai giorni nostri è situata nella regione uzbeka del Khorezm. L'Ichon-Qala di Khiva è stato il primo sito in Uzbekistan ad essere iscritto tra i Patrimoni dell'umanità nel 1991.
Secondo il mito, sarebbe stato Sem, figlio di Noè, a fondare la città.

## Geografia fisica
Khiva è sita sulla riva occidentale dell'Amu Darya.

## Storia

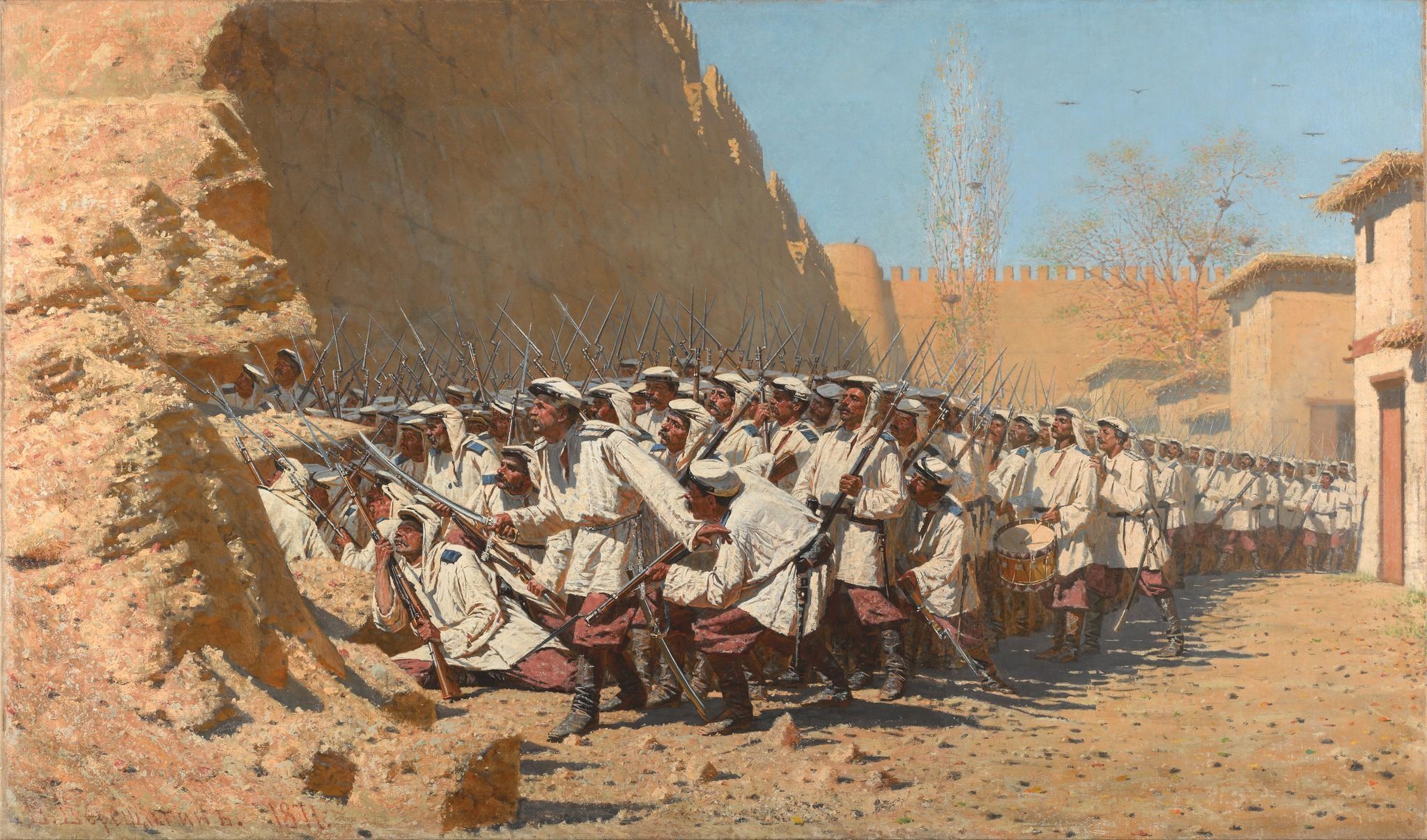
Il pittore Vasilij Vereščagin ha rappresentato la presa di Khiva da parte delle forze russe.

Le prime tracce della città risalgono intorno al VI-VIII secolo. Divenne capitale della Corasmia dopo Gurgānj (capitale dei Ma'munidi, 995–1221) e l'antica capitale Kath, che tra il VIII e il XIV secolo tornò ad avere tale ruolo sotto i Chagatai.
La Corasmia venne retta da una dinastia iranica di Khwarazmshah sino all'arrivo di Mahmud di Ghazna nel 1017, il ché diede inizio a un lungo periodo di dominazione turca. Gli abitanti di Khiva si distinguevano dal resto della popolazione corasma per il fatto di essere sciiti e non hanafiti.
Nonostante l'unificazione dei territori dell'Asia centrale da parte degli shaybanidi, la Corasmia fu esposta a instabilità, e Gurgānj, che nel frattempo era tornata a essere capitale, andò definitivamente in declino in favore di Khiva, che divenne la sede principale dell'omonimo khanato durante il regno di Arab Muhammad I (1603–23). Dopo la conquista di Mashhad da parte di Anūsha alla fine dell'XI/XVII secolo, i sovrani di Khiva assunsero il titolo di Shāh.
Per molto tempo la città viene ricordata per il mercato degli schiavi che destò l'attenzione della Russia e nel 1717 un esercito di circa 4000 uomini giunse a Khiva al comando del principe Aleksandr Bekovič. Intanto conflitti che riguardavano il regno divamparono, prima contro l'emiro di Bukhara, e poi contro Nadir Shah di Persia che nel 1740 distrusse la città. Ricostruita verso la fine del XVIII secolo, essa ritornò al commercio degli schiavi che le stava dando grandi vantaggi.
Nell'ambito della ricostruzione di Khiva vennero eretti diversi edifici di rilievo come il Palazzo Tosh-hovli (1832), il mausoleo di Pahlavon Mahmud (1835) e la madrasa Allakuli Khan (1835). Sotto Iltüzer il khanato raggiunse la sua massima estensione territoriale in epoca moderna, estendendosi dalla foce del Syr Darya sul lago d'Aral fino a Qalʿa-i Mawr sul Kushk.
Nel 1873 il generale russo Konstantin von Kaufman, con un esercito che poteva contare 13 000 unità, conquistò in pochissimo tempo città e regno che diventarono vassalli dello zar. Ufficialmente il khanato di Khiva venne abolito nel 1920, sostituito da Michail Frunze con la Repubblica Sovietica Popolare Corasmia. In seguito, nel 1924, venne inglobata nella RSS Uzbeka. In questi anni la resistenza antisovietica, parte della più ampia rivolta dei Basmachi, continuò sotto la guida di Junaid Khan e del deposto khan Saʿīd.
Khiva divenne un importante centro per la coltivazione del cotone e ospitò una fabbrica di mattoni, dei caseifici e un'industria di tessitura di tappeti. Ciò nonostante, i sovietici non investirono abbastanza sulla città, la quale perse ogni ruolo significativo nella vita politica ed economica della RSS Uzbeka.

## Monumenti e luoghi d'interesse
La maggior parte dei monumenti della città si trovano all'interno delle mura di Itchan Kala che è anche patrimonio UNESCO.

### Porte di ingresso
- Tosh Darvoza porta sud
- Ota Darvoza porta ovest
- Palvan Darvoza porta est
- Bogcha Darvoza porta nord

### Madrase
- Madrasa Allakuli Khan
- Madrasa Mohammed Amin Khan
- Madrasa Arab Mohammed Khan

### Altri monumenti
- Minareto Kalta Minor
- Mausoleo Sayid Alauddin
- Complesso Islam Khodja
- Palazzo Tosh-hovli
- Kuhna Ark